# Domnall mac Muirecáin
Domnall mac Muirecáin (mort en 884) est un roi de Leinster du sept Uí Fáeláin issu des Uí Dúnlainge une lignée du Laigin. Ce sept avait sa résidence royale à Naas dans la partie est de la plaine de la Liffey : « Airthir Liphi ». Il est le fils de Muirecán mac Diarmato (mort en 863), un précédent souverain.

## Contexte
Il règne une grande confusion dans les listes de Rois de Leinster de cette époque. Francis John Byrne suggère que la cause de cette apparente confusion est liée au fait que les rois Uí Dúnlainge n’exerçaient qu'un pouvoir très limité du fait des agressions de île leur voisin occidentale Cerball mac Dúnlainge (mort en 888), roi d'Osraige. Cerball, incapable de s'imposer comme roi de Leinster parvenait cependant à empêcher ses rivaux d'exercer une autorité monarchique réelle

## Règne
Domnall semble avoir succédé à son père à la tête du sept Uí Fáeláin en 863. Son prédécesseur comme roi de Leinster, Ailill mac Dúnlainge 
du sept Uí Muiredaig meurt en 871, cependant Muiredach mac Brain (mort en 885) du sept Uí Dúnchada est associé avec les forces du 
Leinster aux événements des années 870 et 875. Selon le Chronicon Scotorum et les autres chroniques d'Irlande, Domnall assume la royauté du Leinster en 880. Ce qui place sont règne effectif entre 880 884. 
En 874 l'Ard ri Erenn Áed Findliath (mort en 879) avait envahi le Leinster pour tenter d'y imposer son autorité et piller lacamapgne en brulant les églises dont celle de Cell Ausili. En 880 le nouvel Ard ri Flann Sinna (mort en 916) attaque le Leinster et prend des otages en imposant sa suzeraineté.
In 884 Domnall est tué par ses propres partisans. Son frère Cerball mac Muirecáin (mort en 909) devient roi de Leinster en 885

## Sources primaires
- Livre de Leinster, Rig Laigin et Rig Hua Cendselaig sur CELT: Corpus of Electronic Texts at University College Cork
- Annales d'Ulster sur CELT: Corpus of Electronic Texts at University College Cork
- Annales de Tigernach sur CELT: Corpus of Electronic Texts at University College Cork

## Sources secondaires
- (en) T.W Moody, F.X. Martin, F.J. Byrne, A New History of Ireland IX Maps, Genealogies, Lists. A companion to Irish History part II, Oxford, Oxford University Press, 2011, 690 p. (ISBN 978-0-19-959306-4), p. 134 & 200 Kings of Leinster to 1171
- (en) Francis John Byrne, Irish Kings and High-Kings, Dublin, Four Courts Press, 2001, 341 p. (ISBN 978-1-85182-196-9)
- (en) Donnchadh Ó Corráin, (1972), Ireland Before the Normans, Dublin: Gill and Macmillan